# راي مونتجومري
راي مونتجومري (بالإنجليزية: Ray Montgomery)‏ هو ممثل أمريكي، ولد في 27 مايو 1922 بلوس أنجلوس في الولايات المتحدة، وتوفي في 4 يونيو 1998 في الولايات المتحدة.

## أعمال

### أفلام
- (1957) موضع بايتون

## وصلات خارجية
- راي مونتجومري على موقع IMDb (الإنجليزية)
- راي مونتجومري على موقع ألو سيني (الفرنسية)
- راي مونتجومري على موقع أول موفي (الإنجليزية)
- راي مونتجومري على موقع قاعدة بيانات الأفلام السويدية (السويدية)
- راي مونتجومري على موقع قاعدة بيانات الفيلم (الإنجليزية)
- راي مونتجومري على موقع كينوبويسك (الروسية)